# Найтінгейл (острів)
Найтінге́йл (англ. Nightingale Island) — активний вулканічний острів, розташований в Атлантичному океані в архіпелазі Тристан-да-Кунья, неподалік острова Неприступний. Найтінгейл є найбільшим серед однойменної групи островів. Загальна площа групи островів Найтінгейл, разом із острівцями Мідл та Столтенгоф становить 3,4 км². Всі три острови ненаселені, але регулярно відвідуються для наукових цілей та досліджень.

## Історія
Найтінгейл, можливо, був помічений разом з Тристан-да-Кунья в 1506 році Трістаном да Кунья, через це, він не зробив записів про нього. 
Спочатку він називався Геброун Ейланд (Розбитий острів). Таку назву він отримав, коли в січні 1656 року голландський корабель Натхлас під командуванням Яна Якобзона не знайшов безпечного кріплення. Перша висадка на острів відбулася в 1696 році (швидше за все в серпні Віллемом де Вдамінком). Французький капітан Д'Етчевері також відвідав острів у вересні 1767 року, вперше записавши два сусідніх острова, які зараз називаються Мідл та Столтенгоф.
Пізніше цей острів був перейменований на честь британського капітана Гамаліеля Найтінгейля, який досліджував острів у 1760 році.
В XVII і XVIII століттях, голландський та французький уряди, а також Британська Ост-Індійська компанія розглянули привласнення Найтінгейла (так само, як Трістан і Неприступний), але рішення було проти цього, через відсутність місць посадки.
Найтінгейл, як кажуть, містив речі, награбовані піратами. Капітан Джон Томас, в експедиції на південь Атлантики, нібито залишив багатство іспанських  дублонів і доларів в печерах Найтінгейла для зберігання. Однак, жодного відновлення цього скарбу (якщо він існує) ніколи не було підтверджено.
В 1811 році, американський пірат Джонатан Ламберт пред’явив претензії до Трістана та його сусідніх островів. Він хотів назвати Неприступний 'острів Пінсард', а Найтінгейл - 'острів Лавел'. Його вимоги мали успіх, але він помер менше року потому.

## Клімат
Найтінгейл має морський клімат, подібний до інших островів Тристан-да-Кунья.

## Географія

Острів Найтінгейл

На півночі острова розташовані дві вершини висотою 337 метрів та 293 метра. Решта острова покрита скелями. Проте ці скелі не настільки високі, як ті що оточують сусідній острів Неприступний, який розташований за 16 км і має скелі висотою близько 300 метрів. Таким чином острів Найтінгейл є більш доступним для людини ніж Неприступний. Острів є вулканом, який складається з відкладеннь раннього та пізнього періодів. Масивні потоки травоїтної лави були екструдовані в минулому. До 2004 року, останнє виверження відбулося більше 39 000 років тому.
Острів оточує велика кількість ламінарій, що ускладнює швартування суден у погану погоду.
В 1961 році, на Тристан-да-Кунья вибухнув вулканічний щит висотою 2060 метрів і змусив жителів евакуюватися до Найтінгейлу. Згодом вони переїхали до Об’єднаного Королівства, а до Трістану повернулися в 1963 році.
На острові тривають заходи з охорони дикої природи. Попередні охоронні робітничі сараї були серйозно пошкоджені під час шторму, утвореного позатропічним циклоном в 2001 році, який, як повідомляється, включав вітер до 120 м/с Ремонт триває, але для продовження роботи з консервації, всі пошкоджені приміщення на острові потрібно відремонтувати. Об’єднане Королівство затвердило фінансування для заходів з охорони на Найтінгейлі для 2004–2006 років.

### Виверження 2004 року
29 липня 2004 року на острові Найтінгейл протягом шести годин відбувся ряд землетрусів, слідом за ними спостерігали плаваючі фоноліти та пемзу. Землетруси відбулися з підводного флангу острова.

### Розлив нафти 2011 року
Перед світанком 16 березня 2011 року, Мальтійсько-реєстрований балкер MS Oliva прямував до півострова Спернс-Пойнт на північно-західному березі острова. В результаті відбувся розлив нафти, який поширився навколо острова і мав значний вплив на колонії морських птахів островів Найтінгейл та Мідл. Виникла небезпека того, що пацюки з корабля могли зрештою натрапити на пташенят і яйця місцевих морських птахів. На судні було 1500 тонн сирої нафти і 60000 тонн соєвих бобів. Більш як 20000 пінгвінів були під загрозою. Острів не мав прісної води, тому пінгвінів було переправлено на Тристан да Кунья для очищення. Грецький капітан і його 21 філіппінський член екіпажу залишилися в Единбургі семи морів і допомогли жителям острова з їхньою роботою.
Одна із шлюпок з MS Olivia згодом була винесена на берег в лютому 2013 року поблизу Мюррей Мауз Південної Австралії.

## Дика природа

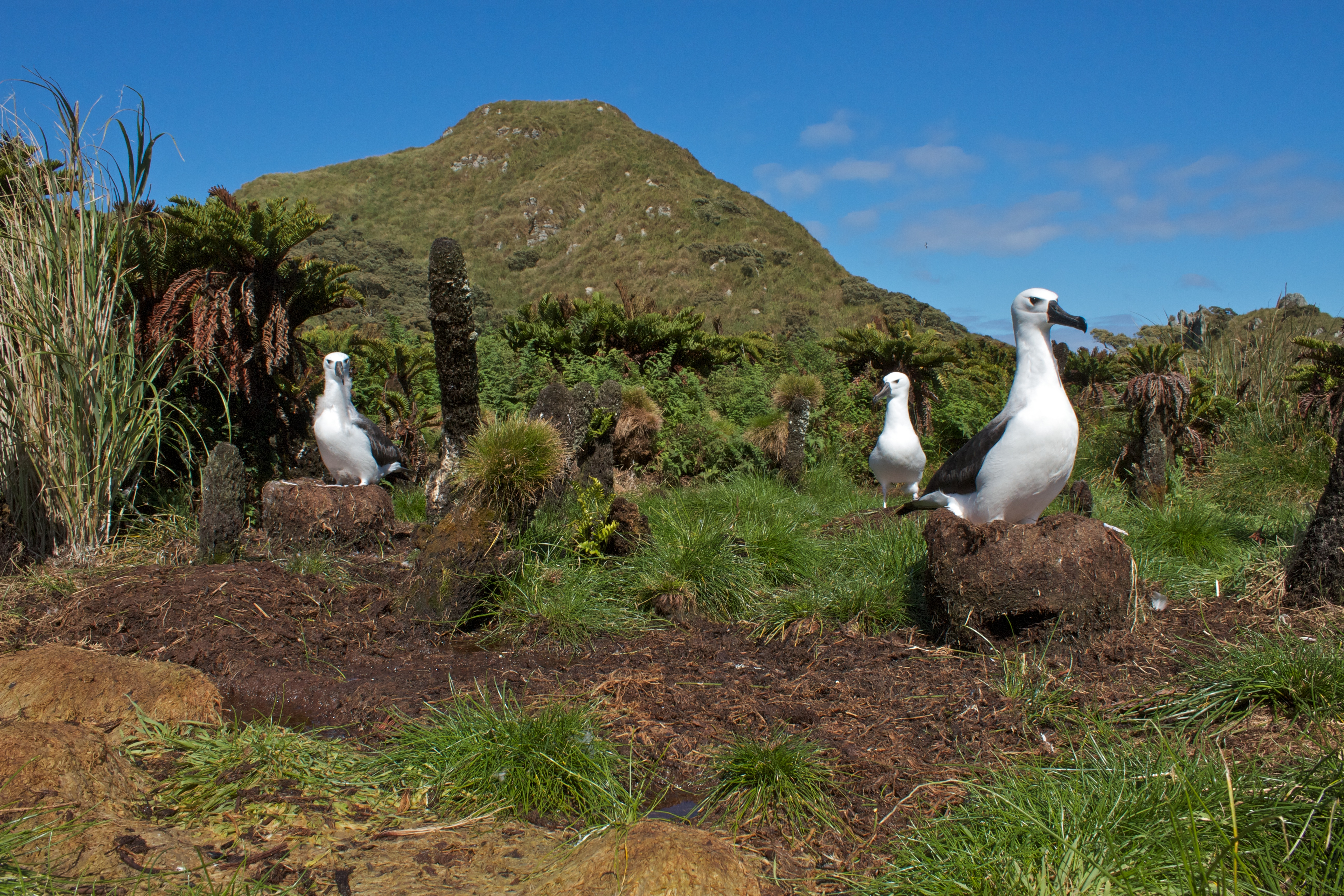
Альбатроси на острові Найтінгейл

Найтінгейл відомий як місце для розмноження різних видів морських птахів; понад мільйон птахів, за оцінками, розмножуються на острові, серед них найдільше великого буревісника. На острові є чотири водно-болотних угідь, кожен з яких містить сотні Thalassarche chlororhynchos. Як і Неприступний, Найтінгейл також має розведення колонії Північного чубатого пігвіна, зараз вимираючий вид з часкою населення, що залишилася з 1950-х років. Острів є частиною Найтінгейлських островів групи Важливих орнітологічних територій, визначеного Міжнародною радою збереження птахів як місце для розведення морських та ендемічних птахів.

## Туризм
Острови Неприступний і Гоф – це природні заповідники строгого режиму, в яких не дозволеного будь-якого туризму. Однак, туристам дозволяється їхати до Найтінгейлу.
Багато туристів Тристан да Кунья відвідують Найтінгейл задля дикої природи. Туристи не з Трістану можуть подорожувати до Найтінгейлу тільки з провідником від Трістана. Частина грошей, яку вони сплачують провіднику, направляється на плату за збереження роботи на острові (за окрему плату), але їм не дозволяється втручатися у приватне життя жителів острова. Також, трістанські аборигени відвідують Найтінгейл на вихідних.